# Thailandia Centrale
La Thailandia Centrale è una delle macro-regioni in cui si divide la Thailandia. Tali macro-regioni, il cui valore non è amministrativo ma essenzialmente geografico, vengono a volte considerate 4 e altre volte 6.

## Sistema a 4 macro-regioni
Secondo il sistema di suddivisione in quattro macro-regioni, la Thailandia Centrale comprende 25 province più la zona a statuto speciale di Bangkok, la cui amministrazione è equiparata a quella delle altre province.

### Centro
1. Ang Thong (อ่างทอง)

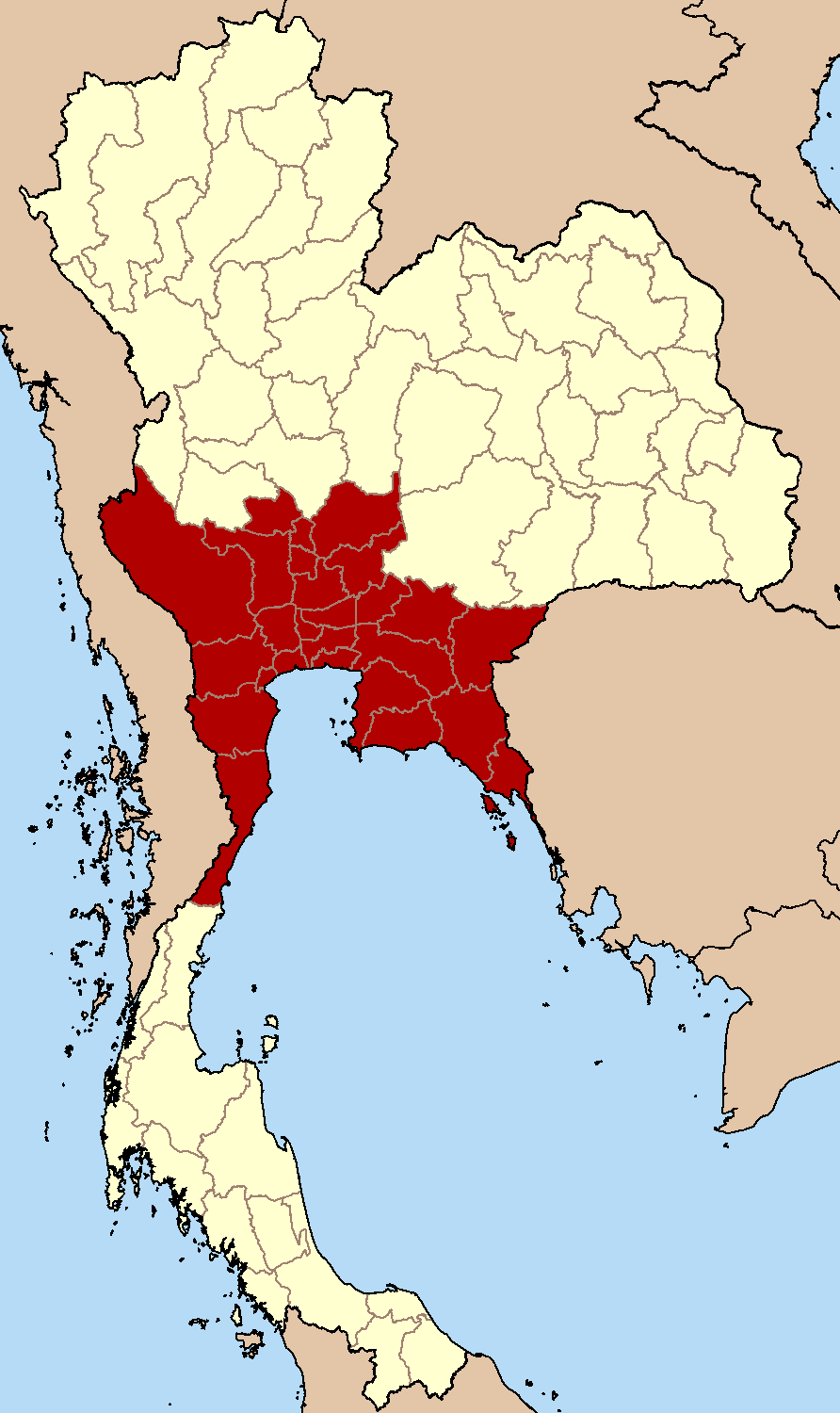
Localizzazione della Thailandia Centrale secondo il sistema a 4 macro-regioni

2. Phra Nakhon Si Ayutthaya (พระนครศรีอยุธยา)
3. Chainat (ชัยนาท)
4. Lop Buri (ลพบุรี)
5. Nakhon Nayok (นครนายก)
6. Nakhon Pathom (นครปฐม)
7. Nonthaburi (นนทบุรี)
8. Pathum Thani (ปทุมธานี)
9. Samut Prakan (สมุทรปราการ)
10. Samut Sakhon (สมุทรสาคร)
11. Saraburi (สระบุรี)
12. Sing Buri (สิงห์บุรี)

#### Bangkok
- Amministrazione Metropolitana di Bangkok (กรุงเทพมหานคร องค์กรปกครองส่วนท้องถิ่น)

### Ovest
1. Kanchanaburi (กาญจนบุรี)
2. Phetchaburi (เพชรบุรี)
3. Prachuap Khiri Khan (ประจวบคีรีขันธ์)
4. Suphan Buri (สุพรรณบุรี)
5. Ratchaburi (ราชบุรี)
6. Samut Songkhram (สมุทรสงคราม)

### Est
1. Chachoengsao (ฉะเชิงเทรา)
2. Chanthaburi (จันทบุรี)
3. Chonburi (ชลบุรี)
4. Prachin Buri (ปราจีนบุรี)
5. Rayong (ระนอง)
6. Sa Kaeo (สระแก้ว)
7. Trat (ตราด)

## Sistema a 6 macro-regioni
Nel 1978, il Consiglio Nazionale di Ricerca Thailandese ha suddiviso il paese in sei macro-regioni, secondo tale suddivisione la Thailandia centrale è composta da 21 province più la zona a statuto speciale di Bangkok. Tra queste sono comprese le province di Kamphaeng Phet, Nakhon Sawan, Phetchabun, Phichit, Phitsanulok, Sukhothai e Uthai Thani, che nel sistema a 4 macro-regioni fanno parte della Thailandia del Nord:
1. Ang Thong (อ่างทอง)
2. Phra Nakhon Si Ayutthaya (พระนครศรีอยุธยา)
3. Bangkok (Krung Thep Maha Nakhon) (กรุงเทพมหานคร), zona a statuto speciale
4. Chai Nat (ชัยนาท)
5. Kamphaeng Phet (กำแพงเพชร)
6. Lop Buri (ลพบุรี)
7. Nakhon Nayok (นครนายก)
8. Nakhon Pathom (นครปฐม)
9. Nakhon Sawan (นครสวรรค์)
10. Nonthaburi (นนทบุรี)
11. Pathum Thani (ปทุมธานี)
12. Phetchabun (เพชรบูรณ์)
13. Phichit (พิจิตร)
14. Phitsanulok (พิษณุโลก)
15. Sukhothai (สุโขทัย)
16. Samut Prakan (สมุทรปราการ)
17. Samut Sakhon (สมุทรสาคร)
18. Samut Songkhram (สมุทรสงคราม)
19. Saraburi (สระบุรี)
20. Sing Buri (สิงห์บุรี)
21. Suphan Buri (สุพรรณบุรี)
22. Uthai Thani (อุทัยธานี)